# Place de la Comète
La place de la Comète est un carrefour situé à Asnières-sur-Seine,.

## Situation et accès

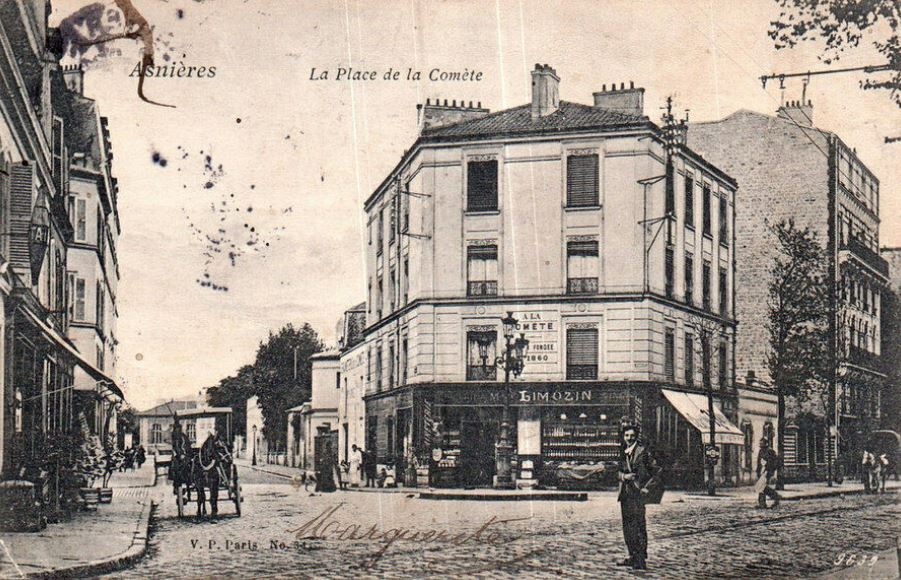
La place de la Comète.

Cette place forme le carrefour de l'avenue d'Argenteuil, de la rue de Colombes et de la rue de la Comète.

## Origine du nom
Son nom pourrait provenir de l'apparition d'une comète, visible en région parisienne au XIXe siècle. Un ancien café de la Comète, et buraliste, existait sur cette place.

## Historique

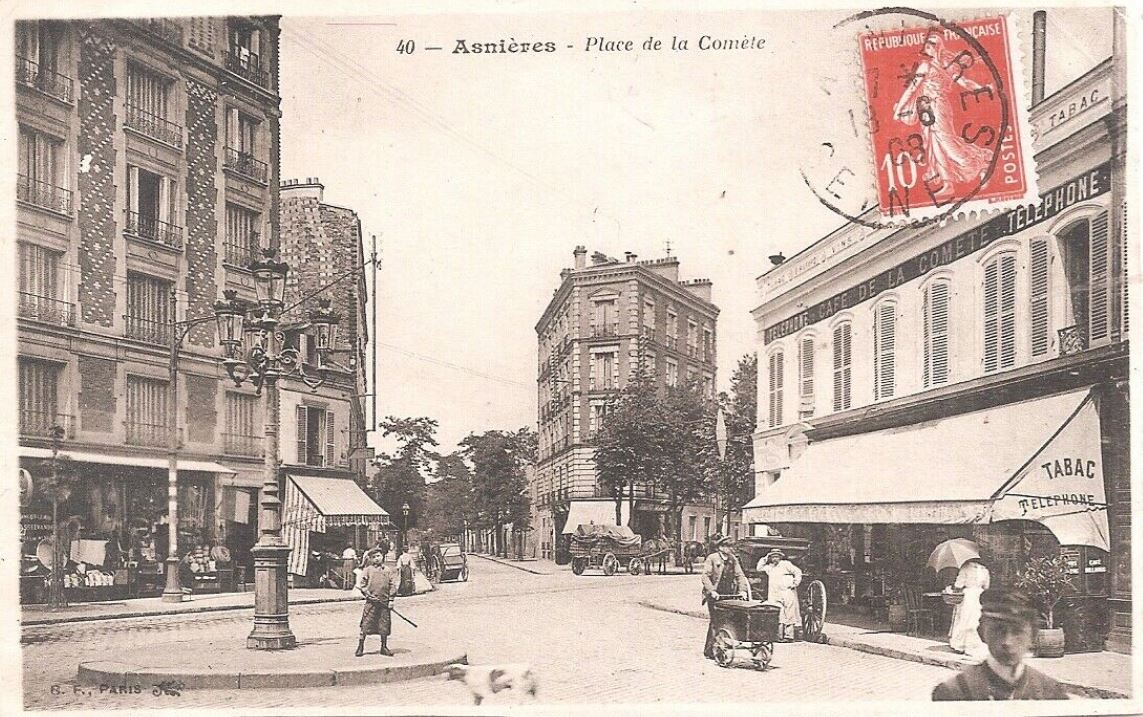
La place de la Comète en 1908.

Elle est un des lieux de passage de la tornade du 18 juin 1897 à Asnières-sur-Seine.

## Bâtiments remarquables et lieux de mémoire
- Église Notre-Dame-du-Perpétuel-Secours d’Asnières-sur-Seine